# Phaidón (dialógus)
A Phaidon Platón kései dialógusai közé tartozó mű. Témája a lélek halhatatlansága.

## Keretbeszélgetés
A dialógus keretbeszélgetése Phaidón és Ekhekratész között történik: Phaidón megígéri, hogy elmeséli Szókratész életének utolsó napját, amikor utolsó beszélgetését folytatta tanítványaival, Szimmiásszal és Kebésszel.

## A dialógus problémái
Szókratész a lélek halhatatlansága melletti érveit mondja el. Az ember testből és lélekből áll, igazi ismeretek megismerésére csak a lélek képes. A lélek magasabb rendű a testnél, uralkodik felette, ugyanakkor azonban a test börtön a lélek számára. Platón ezt két szóval fejezi ki: szóma (test) = széma (a lélek sírja).

### A lélek halhatatlansága melletti érvek
1. Minden dolog az ellentétéből származik: a hideg a melegből, a nedves a szárazból, következésképp az élőnek a holtból kell származnia és fordítva.
2. Minden tudásunk valójában csak visszaemlékezés (anamnézis), ugyanis vannak fogalmaink, amelyeket nem meríthetünk a tapasztalatból, tehát a léleknek ezeket már a születésünk előtt ismernie kellett.

A lélek nem összetett, hanem "egy", és mivel a pusztulás nem más, mint az alkotóelemek szétválása, ezért a lélek nem pusztulhat el.

### Az ellenvetések kivédése

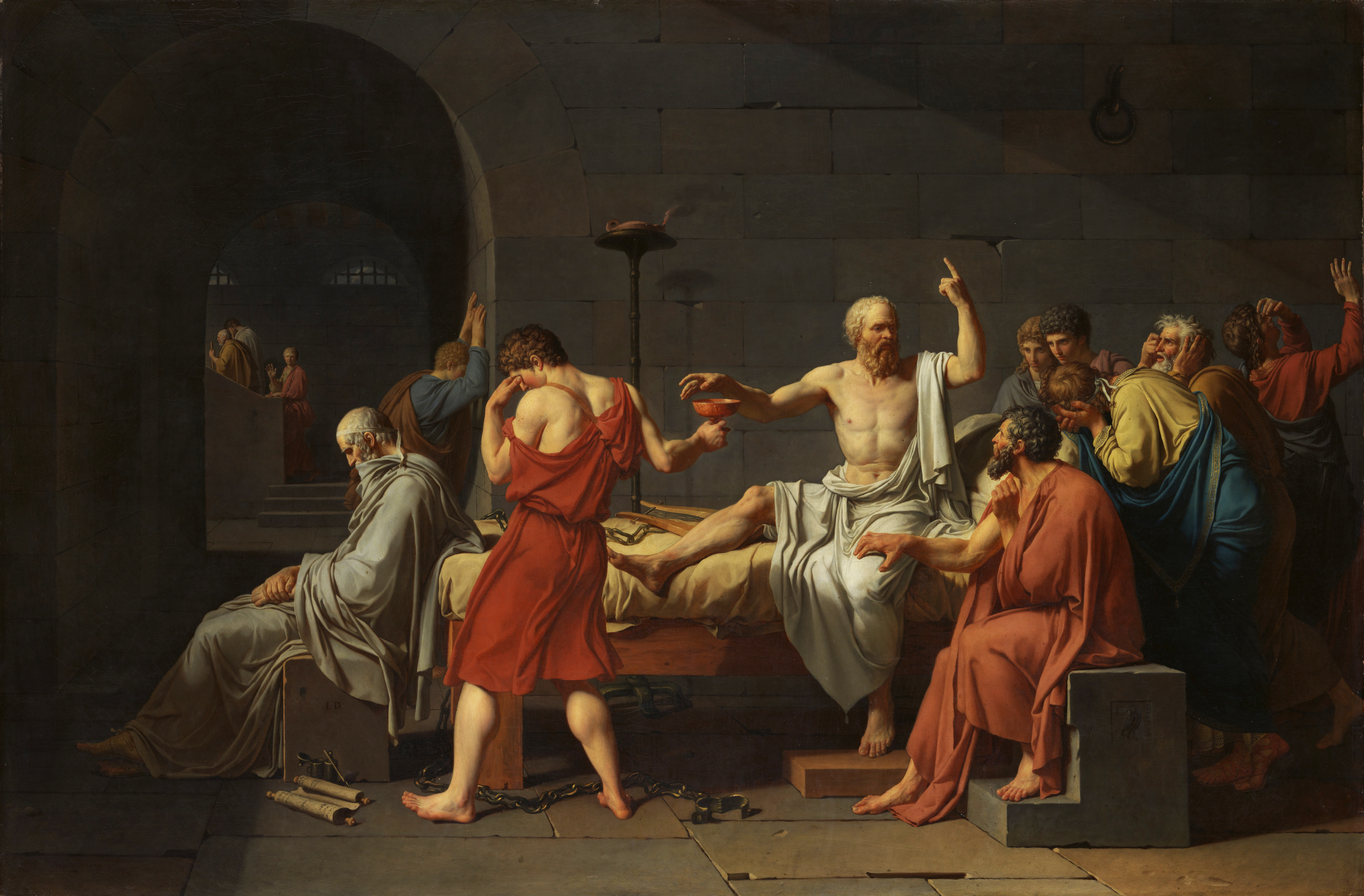
Szókratész halála, Jacques-Louis David festménye

Szimmiász ellenvetése: a lant és a lanton előadott zene ugyanúgy viszonyulnak egymáshoz mint a test és a lélek. Ha a lant elpusztul, a zenei összhang is elvész.
Kebész ellenvetése: bebizonyítottuk, hogy a lélek születésünk előtt is létezett, de semmi nem bizonyítja, hogy egyszer nem fog elpusztulni.
Szókratész válasza: a lant analógia hibás, mert a lant nem létezett a zenei összhang létezése előtt, az anamnézis tételével pedig bebizonyítottuk, hogy a lélek létezett a test létezése előtt is. Továbbá a lant lehet jól vagy rosszul hangolt, ez a lélekről azonban nem mondható el. Kebész ellenvetése is hibás, mert az ellentétes minőségpárok (például hideg-meleg) egyik hordozója minőséget válthat, például meleg vízből hideg víz lesz és fordítva, azonban a víz nem lesz nem-vízzé. Így az eleven sem lesz holttá. A lélek olyan módon eleven ahogyan a hármas szám páratlan, és mint ahogy a hármas szám sem lesz soha páros, ezért a lélek sem lesz holt.